# Зайсанска котловина
Вижте пояснителната страница за други значения на Зайсан.
Зайсанската котловина (на казахски: Зайсан қазаншұңқыры; на руски: Зайсанская котловина) е обширна падина в източната част на Казахстан (Източноказахстанска област). Простира се от запад на изток на протежение около 260 km, ширина до 150 km. На север е ограничена от южните хребети на Алтай, на юг – от планината Тарбагатай, а на югоизток – от хребета Саур. Надморската ѝ височина варира от 370 m (нивото на езерото Зайсан) до 900 – 1000 m в периферните ѝ части. Централната ѝ, най-ниска част е заета от езерото Зайсан. Изградена е от кватернерни езерни и речни пясъци и глини. На отделни места са се запазили остатъчни възвишения и масиви. Отводнява се от река Иртиш, която протича през езерото Зайсан. Всички останали реки, стичащи се от съседните хребети достигат до езерото само през пролетта по време на тяхното пълноводие, а през останалото време пресъхват, тъй като водите им масово се използват за напояване. Заета е от полупустинни ландшафти използвани за пасища. Само в делтата на река Иртиш, при вливането ѝ в езерото има малки участъци заети от широколистни гори. В югоизточната ѝ част е разположен град Зайсан, а южно от езерото – селата, районни центрове Акжар и Аксуат.